# Hoa hậu Toàn quốc Báo Tiền Phong 1996
Hoa hậu toàn quốc 1996 là cuộc thi Hoa hậu Việt Nam lần thứ 5 được báo tiền phong tổ chức. Năm 1996, có gần 3.000 thí sinh tham dự vòng sơ khảo ở 4 khu vực (như năm 1992-1994). Đêm Chung khảo Hoa hậu báo Tiền Phong được tổ chức tại Cung Văn hoá hữu nghị Việt Xô – Hà Nội.

## Top 3 Khu vực phía Bắc
| Kết quả  | Thí sinh                      |
| -------- | ----------------------------- |
| Hoa khôi | - Hải Phòng - Vũ Minh Thúy    |
| Á khôi 1 | - Hà Nội - Đỗ Vân Anh         |
| Á khôi 2 | - Thái Nguyên - Hoàng Thị Yến |

## Top 3 Khu vực miền Trung và Tây Nguyên
| Kết quả  | Thí sinh                          |
| -------- | --------------------------------- |
| Hoa khôi | - Quảng Trị - Trần Thị Thúy Hạnh  |
| Á khôi 1 | - Đà Nẵng - Lê Thị Bích Liên      |
| Á khôi 2 | - Quảng Trị - Nguyễn Thị Thùy Mai |

## Top 3 Khu vực miền Đông Nam bộ và Thành phố Hồ Chí Minh
| Kết quả  | Thí sinh                                   |
| -------- | ------------------------------------------ |
| Hoa khôi | - Thành phố Hồ Chí Minh - Nguyễn Thiên Nga |
| Á khôi 1 | - Thành phố Hồ Chí Minh - Đỗ Bích Ngọc     |
| Á khôi 2 | - Thành phố Hồ Chí Minh - Phạm Hoàng Mến   |

## Vòng chung kết toàn quốc

### Thứ Hạng
| Kết quả                                                              | Thí sinh | Vị trí quốc tế                                        |
| -------------------------------------------------------------------- | --- | ----------------------------------------------------- |
| Hoa hậu Toàn quốc Báo Tiền Phong 1996 (Miss Friendship Vietnam 1999) | - Thành phố Hồ Chí Minh - Nguyễn Thiên Nga | - Top 10 – Hoa hậu Hữu Nghị Việt Nam và Thế giới 1999 |
| Á hậu 1                                                              | - Hải Phòng - Vũ Minh Thúy |                                                       |
| Á hậu 2                                                              | - Hà Nội - Đỗ Vân Anh |                                                       |
| Top 10                                                               | - Thái Nguyên - Hoàng Thị Yến | - Á hậu 2 – Hoa hậu Quý bà Thế giới 2009              |
| Top 10                                                               | - Thành phố Hồ Chí Minh - Phạm Hoàng Mến - Quảng Trị - Trần Thị Thúy Hạnh - Bến Tre - Lê Hồng Yến - Thành phố Hồ Chí Minh - Lưu Thị Thủy Tiên - Thành phố Hồ Chí Minh - Đỗ Thị Bích Ngọc - Hà Nội - Ngô Thu Trang |                                                       |

## Các giải thưởng phụ
| Giải phụ                      | Thí sinh                                    |
| ----------------------------- | ------------------------------------------- |
| Người đẹp ứng xử hay nhất     | - Thành phố Hồ Chí Minh - Nguyễn Thiên Nga  |
| Người đẹp Hình thể            | - Bến Tre - Lê Hồng Yến                     |
| Người đẹp Duyên dáng          | - Thái Nguyên - Hoàng Thị Yến               |
| Người đẹp Ảnh                 | - Hải Phòng - Vũ Minh Thúy                  |
| Người đẹp có gương mặt khả ái | - Thành phố Hồ Chí Minh - Lưu Thị Thủy Tiên |

## Thông tin thí sinh
- Nguyễn Thiên Nga sinh năm 1975, vào năm 1999, Thiên Nga tiếp tục ghi danh cuộc thi Hoa Hậu Việt Nam lần thứ nhất do Bộ Văn hóa tổ chức nhằm tuyển chọn người đẹp Việt Nam tham dự cuộc thi Hoa Hậu Hữu Nghị Quốc Tế sau đó được tổ chức lần đầu tiên tại Việt Nam. Tiếp tục không phụ lòng người hâm mộ sắc đẹp, Thiên Nga một lần nữa bước lên bục cao nhất với danh hiệu Hoa Hậu Việt Nam 1999. Sau đó cô cùng 2 á hậu chính thức đại diện Việt Nam tham gia cuộc thi Hoa Hậu Hữu Nghị Quốc Tế 1999. Tại cuộc thi nhan sắc cấp quốc tế lần đầu tiên được tổ chức tại Việt Nam, Thiên Nga đã xuất sắc được chọn vào Top 10 cô gái đẹp nhất cùng với danh hiệu Á Hậu 2 khu vực Đông Nam Á.
- Vũ Minh Thúy sinh năm 1978 là Á Khôi 1, Hoa Khôi Thể Thao Toàn Quốc 1995, Hoa Khôi Người đẹp Hải Phòng 1996, Hoa Khôi các tỉnh phía Bắc 1996.
- Đỗ Vân Anh sinh năm 1978 là Á Khôi 1 Người đẹp các tỉnh phía Bắc 1996, Siêu mẫu Châu Á 1995, tham dự chung kết tại TP Hồ Chí Minh và đạt giải thưởng top 5, Miss Nụ Cười, Á Khôi Người đẹp Noel năm 1993, Hoa khôi thời trang, thanh lịch học sinh Thành phố Hà Nội năm 1993.
- Hoàng Thị Yến sinh năm 1976 là Hoa khôi Thái Nguyên 1996, Á khôi 2 Người đẹp các tỉnh phía Bắc 1996, Hoa hậu Quý Bà Việt Nam 2009, Á hậu 2 Hoa hậu Quý Bà Thế giới 2009.
- Phạm Hoàng Mến sinh năm 1979 là Á khôi 2 Người đẹp miền Đông nam bộ 1996.
- Trần Thị Thúy Hạnh sinh năm 1978 là Hoa khôi Người đẹp miền Trung & Tây nguyên 1996.
- Lê Hồng Yến sinh năm 1978 là Hoa khôi Bến Tre 1995, Top 15 Hoa khôi Thời Trang 1995, Hoa khôi ĐBSCL 1996, Top 25 Hoa hậu PNVN qua ảnh 2000.
- Lưu Thị Thủy Tiên sinh năm 1978 là Top 10 Hoa hậu PNVN qua ảnh 2000.
- Đỗ Bích Ngọc sinh năm 1978 là Á khôi 1 Người đẹp miền Đông nam bộ 1996, Hoa khôi hàng không.

## Dự thi quốc tế
| Cuộc thi                                   | Tên              | Danh hiệu | Thứ hạng      | Giải thưởng đặc biệt         |
| ------------------------------------------ | ---------------- | --------- | ------------- | ---------------------------- |
| Hoa hậu Hữu Nghị Việt Nam và Thế giới 1999 | Nguyễn Thiên Nga | Hoa hậu   | Top 10        | 2nd Runner-up Southeast Asia |
| Mrs World 2009                             | Hoàng Thị Yến    | Top 10    | 2nd Runner-up | Không                        |